# Мартин, Крейг (футболист)
Крейг Мартин (15 июля 1957, Ниагара-Фолс, Онтарио, Канада) — канадский профессиональный футболист.

## Биография
Выступал на позиции защитника за команду «Гамильтон Стилерз». В 1983-84 гг. вызывался в расположение сборную Канады. В 1984 году в составе национальной команды Мартин принял участие в Олимпийских играх в Лос-Анджелесе.
После завершения карьеры футболист в январе 1995 года был включен в зал спортивной славы родного города Ниагара-Фолс. В качестве тренера Крейг Мартин дважды работал со сборной Американских Виргинских островов.

## Достижения
- Чемпион Канадской профессиональной футбольной лиги (1): 1983.
- Обладатель Кубка Шрайера (1): 1980.